# قاتل درون من (فیلم ۲۰۱۰)
قاتل درون من (انگلیسی: The Killer Inside Me) فیلمی در ژانر مهیج به کارگردانی مایکل وینترباتم است که در سال ۲۰۱۰ منتشر شد.

## داستان
سال ۱۹۵۷ است. لو فورد جانشین کلانتر در منطقه ای در نزدیکی تگزاس به نام سیرکا است که وظیفه دارد پسر یکی از ثروتمندترین افراد شهر را از شر یک رابطه عاطفی با جویس خلاص کند. او باید جویس را به خارج از شهر انتقال دهد تا از یک رسوایی بزرگ جلوگیری شود اما لو هنگام انجام مأموریت درگیری رابطهٔ با جویس می‌شود اما او در عین ناباوری نقشه قتل جویس را می‌کشد.

## بازیگران
- کیسی افلک
- کیت هادسون
- جسیکا آلبا
- ند بیتی
- الیاس کوتیاس
- تام باور
- سایمون بیکر
- بیل پولمن
- لیام ایکن